# Domenico Ricciconti
Domenico Ricciconti (Atri, 27 dicembre 1883 – Napoli, 25 novembre 1943) è stato un politico e filantropo italiano.

## Biografia
Domenico Ricciconti nacque ad Atri il 27 dicembre 1883 da Giuseppe ed Elena Pretaroli. Per breve tempo fu alunno esterno del Seminario di Atri. Iniziò giovane l'attività politica e fu consigliere provinciale; sostenne il socialista avv. Giuseppe Romualdi di Notaresco.
Il 28 dicembre 1910, a 27 anni, Domenico Ricciconti formulò il testamento che è all'origine della Fondazione che porta il suo nome, istituendo erede universale la Provincia di Teramo, per la costruzione ad Atri di un Orfanotrofio femminile da sostenersi attraverso le rendite del patrimonio donato. Nel 1912 diede alle stampe presso la Tipografia del Senato a Roma, il saggio “Alcune quistioni sociali moderne”. 
In quest'opera esprime un messaggio di impegno civile e di sviluppo (verso il quale "debbono convergere gli sforzi degli uomini pubblici, a qualunque grado essi appartengano e qualunque carica essi rivestano", come aveva detto in un precedente discorso), nell'idea del determinante contributo che avrebbero potuto dare le donne al progresso civile e morale del paese (“se la donna può essere insegnante, medico, avvocato, se la donna può partecipare alla vita sociale in tanti modi importanti e differenti per quale ragione non può essere ritenuta capace di essere elettrice”). Ricciconti pone soprattutto la questione centrale 
(in piena età giolittiana) che apparteneva alla cultura socialista del tempo: il suffragio universale libero da limiti di censo o di sesso. Il suffragio universale, però non può avere successo prima di aver alfabetizzato e istruito le masse (“Ignoranza è sinonimo di conservatorismo, sicché dare il voto agli analfabeti significa rafforzare il partito conservatore”).
Il volumetto venne pubblicato il 9 luglio 1912, ossia dieci giorni dopo l'approvazione della legge sul suffragio che dava il voto ai cittadini di sesso maschile, anche se analfabeti,  senza limiti di censo, dall'età di 30 anni (ovvero 21 anni, nel caso avessero prestato il servizio militare).
Domenico Ricciconti morì a Napoli il 25 novembre 1943. Il 14 febbraio 1947 fu inaugurato l'Orfanotrofio Femminile nella sua città natale. Attualmente la Fondazione Ricciconti è un Ente morale che eroga servizi in favore dei minori e dei disabili, come il centro diurno di riabilitazione e avviamento al lavoro di Atri a lui intitolato e il progetto “Rurabilandia – La fattoria dei bambini”. Il Comune di Atri gli ha dedicato una via.